# Rubus calycinoides
Rubus calycinoides är en rosväxtart som beskrevs av Carl Ernst Otto Kuntze. Rubus calycinoides ingår i släktet rubusar, och familjen rosväxter. Inga underarter finns listade i Catalogue of Life.